# Dwight Gayle
Dwight Devon Boyd Gayle (Walthamstow, 17 oktober 1989) is een Engels voetballer die doorgaans als aanvaller speelt.

## Clubcarrière
Gayle speelde in de jeugdopleiding van Arsenal. In 2009 trok hij naar Stansted. Twee seizoenen later tekende hij bij Dagenham & Redbridge, een club uit de League Two. Tijdens het seizoen 2011/12 werd hij uitgeleend aan Bishop's Stortford, op dat moment actief in de Conference North. Daar scoorde hij 29 doelpunten uit 42 competitiewedstrijden. In 2012 keerde hij terug naar Dagenham & Redbridge, waar hij 7 doelpunten uit 18 wedstrijden zou scoren. Op 22 november 2012 werd hij uitgeleend aan Championship-club Peterborough United. Op 1 januari 2013 nam Peterborough United hem definitief over. Hij scoorde 13 doelpunten uit 29 wedstrijden voor Peterborough in de Championship. Op 3 juli 2013 tekende Gayle een vierjarig contract bij het gepromoveerde Crystal Palace. Hij kostte ongeveer vijf miljoen euro en nam het rugnummer 16 over van Wilfried Zaha. Hij debuteerde op 18 augustus 2013 in de Premier League, thuis tegen Tottenham Hotspur. Hij speelde de volledige wedstrijd.

## Clubstatistieken
| Seizoen | Club                   | Competitie       | Competitie | Competitie | FA Cup | FA Cup | League Cup | League Cup | Europees | Europees | Totaal | Totaal |
| Seizoen | Club                   | Competitie       | Wed.       | Dlp.       | Wed.   | Dlp.   | Wed.       | Dlp.       | Wed.     | Dlp.     | Wed.   | Dlp.   |
| ------- | ---------------------- | ---------------- | ---------- | ---------- | ------ | ------ | ---------- | ---------- | -------- | -------- | ------ | ------ |
| 2011/12 | Dagenham & Redbridge   | League Two       | 0          | 0          | 0      | 0      | 0          | 0          | –        | –        | 0      | 0      |
| 2011/12 | → Bishop's Stortford   | Conference North | 42         | 29         | 1      | 0      | 0          | 0          | –        | –        | 43     | 29     |
| 2012/13 | Dagenham & Redbridge   | League Two       | 18         | 7          | 1      | 0      | 0          | 0          | –        | –        | 19     | 7      |
| 2012/13 | → Peterborough United  | The Championship | 29         | 13         | 0      | 0      | 0          | 0          | –        | –        | 29     | 13     |
| 2013/14 | Crystal Palace         | Premier League   | 23         | 7          | 2      | 1      | 0          | 0          | –        | –        | 25     | 8      |
| 2014/15 | Crystal Palace         | Premier League   | 25         | 5          | 2      | 1      | 2          | 4          | –        | –        | 29     | 10     |
| 2015/16 | Crystal Palace         | Premier League   | 16         | 3          | 1      | 0      | 3          | 4          | –        | –        | 20     | 7      |
| 2016/17 | Newcastle United       | Championship     | 32         | 23         | 0      | 0      | 2          | 0          | –        | –        | 34     | 23     |
| 2017/18 | Newcastle United       | Premier League   | 35         | 6          | 2      | 0      | 0          | 0          | –        | –        | 37     | 6      |
| 2018/19 | → West Bromwich Albion | Championship     | 40         | 23         | 0      | 0      | 1          | 0          | –        | –        | 41     | 23     |
| Totaal  | Totaal                 | Totaal           | 260        | 116        | 9      | 2      | 8          | 8          | 0        | 0        | 277    | 126    |

1 Dúbravka ·
2 Trippier ·
4 Botman ·
5 Schär ·
6 Lascelles  ·
7 Joelinton ·
8 Tonali ·
9 Wilson ·
10 Gordon ·
11 Barnes ·
13 Targett ·
14 Isak ·
17 Krafth ·
18 Osula ·
19 Vlachodimos ·
20 Hall ·
21 Livramento ·
22 Pope ·
23 Murphy ·
24 Almirón ·
25 Kelly ·
26 Ruddy ·
28 Willock ·
29 Gillespie ·
33 Burn ·
36 Longstaff ·
37 Murphy ·
39 Guimarães ·
67 Miley ·
Coach: Howe
· Assistent-coach: Jones